# Joe Maddock
Joseph Samual Maddock, detto Joe (Christchurch, 20 dicembre 1978), è un allenatore ed ex giocatore neozelandese di rugby a 15, già campione del Super 12 2002 con gli imbattuti Crusaders.
Dal 2023 fa parte dello staff tecnico del Dynaboars in Giappone

## Biografia
Proveniente da Christchurch, Maddock iniziò la sua carriera provinciale nei ranghi del Canterbury, con cui esordì nel 2001 nel torneo interprovinciale neozelandese; già l'anno successivo entrò a far parte della rosa della franchise associata, quella dei Crusaders, con la quale si aggiudicò il Super 12 2002 al termine di una competizione in cui la squadra vinse tutti i 13 incontri del torneo (11 di regular season più semifinale e finale).
Benché non possa vantare test match con gli All Blacks, Maddock rappresentò i NZ Māori tra il 2002 e il 2003.
Maddock fu, ancora, ai Crusaders finalisti del Super 12 2003 e, nel 2004, si trasferì in Europa presso gli inglesi del Bath con un contratto biennale.
L'accordo fu rinnovato nel 2006 e, durante la stagione della conquista della Challenge Cup 2007-08, per ulteriori due anni fino al 2010.
Dopo sei stagioni non giunse un ulteriore rinnovo da parte di Maddock, che aveva espresso la preferenza di trasferirsi in Italia; al suo attivo, oltre alla vittoria in Challenge Cup, anche il record di mete in Premiership 2008-09 (con 11).
Nell'estate del 2010 fu, quindi, al Benetton neoammesso alla Celtic League; dopo una sola stagione e 7 incontri, tuttavia, il direttore sportivo dei veneti Vittorio Munari concluse un accordo con il Saracens per il ritorno di Maddock in Inghilterra.
Dopo due stagioni al Saracens, a maggio 2013 decise di ritirarsi dall'attività, complici anche alcuni infortuni che ne avevano minato il rendimento ottimale.
Tornato in Nuova Zelanda, entrò nei quadri tecnici del Canterbury cone assistente della selezione provinciale Under-19 e, a seguire, allenatore della prima squadra.
In seguito ebbe altri incarichi in Giappone; a marzo 2022 divenne l'allenatore dei tre quarti del Bath, uno dei club in cui militò da giocatore, tuttavia lasciando l'incarico un anno più tardi per poi tornare in Giappone nel Dynaboars con lo stesso incarico tecnico.

## Palmarès
- Super Rugby: 1
Crusaders: 2002
- Challenge Cup: 1
Bath: 2007-08